# 早指し
早指し（はやざし）は将棋やチェスなどのボードゲームにおいて、
1. 着手するのが早いこと。「早指しの棋士」などと用いる。囲碁の場合は早打ち（はやうち）と呼ぶ。
2. （一手の）制限時間が通常の対局よりも短く設定された対戦形式。囲碁の場合は早碁（はやご）と呼ぶ。

ここでは2の意味について解説する。

## 将棋
プロ棋戦や一部のアマチュア棋戦では、持ち時間を使い切った後でも、制限時間内に着手し続けていれば時間切れ負けとはならない。プロ棋戦ではその制限時間が「1手につき1分未満」（1手1分未満で指さなければならない）と設定されていることが多いが、一部のプロ棋戦や多くのアマチュア大会では制限時間を「1手につき30秒未満」（稀に40秒未満）と設定しており、このようなルールのことを一般に早指しと呼んでいる。早指し棋戦は持ち時間も短く設定されていることが多く、50分を超えるものはほとんどない。
早指しのプロ公式棋戦には、下記のものがある。いずれも、テレビ放送・公開対局・リアルタイムのネット中継を前提に開始した棋戦である（予選は該当しない場合あり）。
| 棋戦名                           | 持ち時間※                                                                  | 備考                                       |
| 棋士の公式戦                     | 棋士の公式戦                                                               | 棋士の公式戦                               |
| -------------------------------- | -------------------------------------------------------------------------- | ------------------------------------------ |
| NHK杯テレビ将棋トーナメント      | 10分、切れたら1手30秒（1分単位で10回の考慮時間あり）                       | NHK Eテレで放送                            |
| 将棋日本シリーズ JTプロ公式戦    | 10分、切れたら1手30秒（1分単位で5回の考慮時間あり）                        | 全国主要都市での公開対局                   |
| 銀河戦                           | 15分、切れたら1手30秒（1分単位で10回の考慮時間あり）                       | 「囲碁・将棋チャンネル」で放送             |
| 女流棋士の公式戦                 |                                                                            |                                            |
| 女流王将戦                       | 25分、切れたら1手40秒                                                      | 2009年より。「囲碁・将棋チャンネル」で放送 |
| YAMADA女流チャレンジ杯           | 20分、切れたら1手30秒                                                      | 決勝は公開対局                             |
| 非公式戦                         |                                                                            |                                            |
| ABEMAトーナメント                | 5分（女流は7分）、1手ごとに5秒が加算                                       | ABEMAで動画配信                            |
| 休止・終了した棋戦               |                                                                            |                                            |
| 早指し将棋選手権 早指し新鋭戦    | 1手20 - 30秒（1分単位で3回の考慮時間あり） ※41手目以降。詳細は当該記事参照 | テレビ東京で放送                           |
| 大和証券杯ネット将棋・最強戦     | 30分、切れたら1手30秒                                                      | インターネットで対局状況をリアルタイム配信 |
| 富士通杯達人戦（非公式戦）       | （決勝のみ）15分、切れたら1手30秒（1分単位で10回の考慮時間あり）           | 決勝のみ早指し・公開対局                   |
| 鹿島杯女流将棋トーナメント       | 10分、切れたら1手30秒                                                      | MXテレビで放送                             |
| 大和証券杯ネット将棋・女流最強戦 | 30分、切れたら1手30秒                                                      | インターネットで対局状況をリアルタイム配信 |
| 新銀河戦（非公式戦）             | 初期1分、1手ごとに10秒加算のフィッシャールール                             | 囲碁・将棋チャンネルで放送                 |
| YAMADAチャレンジ杯               | 20分、切れたら1手30秒                                                      | 準決勝・決勝は公開対局                     |

※特記なき限り本戦の持ち時間。予選は異なる場合がある。詳細は各記事を参照。

## 囲碁
「早碁」の明確な基準はない。1954年～1961年に存在した棋戦「早碁名人戦」は、持ち時間が4時間であった。阿含・桐山杯全日本早碁オープン戦は早碁を名乗っているが、持ち時間は1時間半（本戦は2時間）、切れた後も1手60秒未満で打てばよい。一方、NHK杯テレビ囲碁トーナメントは原則一手30秒、1分の考慮時間を10回使えるというシステムである。
一般に早碁とみなされるプロ棋戦には、下記のものがある。
- NHK杯テレビ囲碁トーナメント（NHK教育テレビ）
- 竜星戦・新竜星戦（囲碁・将棋チャンネル）
- スーパー早碁 - テレビ東京で放映されていた早碁の番組。2005年で終了。
  - 「JALスーパー早碁戦」
  - 「JAL新鋭早碁戦」
  - 「JAL女流早碁戦」

## チェス
「持ち時間5分」や「持ち時間なし・1手10秒」などの方式がある。大きな大会の追加イベントとして実施される場合も多い。